# Escut d'Hondures
L'escut d'Hondures fou adoptat segons el Decret Legislatiu del 3 d'octubre de 1825, sota la presidència de Dionisio de Herrera, i ha estat lleugerament modificat dos cops, el 1866 i el 1935. Presenta similituds amb l'escut de Guatemala del 1843.
Es tracta d'un escut oval al centre del qual hi figura una piràmide en forma de triangle equilàter carregada a la base d'un volcà entre dos castells, damunt dels quals s'aixeca un arc de Sant Martí, sota el qual apareix un sol que irradia llum. El triangle descansa sobre un mar d'ones d'atzur. Dins la bordura d'argent, la llegenda en espanyol: REPÚBLICA DE HONDURAS, LIBRE, SOBERANA E INDEPENDIENTE – 15 DE SEPTIEMBRE 1821 ('República d'Hondures, lliure, sobirana i independent – 15 de setembre 1821'), en lletres d'or. A la part superior de l'oval apareix un carcaix de fletxes acoblat darrere l'escut, del qual pengen dos corns de l'abundància que vessen de fruites i flors, un a cada banda, lligats per un llaç. A la part superior, una terrassa en forma de paisatge muntanyós coronat per tres pins a la destra i tres roures a la sinistra, on figuren, adientment distribuïts, unes mines, una barra, una barrina, un tascó, un mall i un martell.
El triangle equilàter és un element maçònic, símbol d'igualtat i llibertat, provinent de l'escut de les Províncies Unides de l'Amèrica Central, juntament amb el volcà. Els castells indiquen la disponibilitat per a la defensa i la independència del país. El mar uneix simbòlicament el Pacífic i l'Atlàntic, els dos oceans que banyen Hondures. El carcaix amb les fletxes al·ludeix a la població indígena, en record del cacic Lempira, mentre que els altres elements fan referència als recursos naturals del territori.
L'escut primigeni diferia de l'actual en la composició interior del triangle equilàter, on, en comptes del sol radiant, sota l'arc de Sant Martí hi figurava un barret frigi escampant llum, igual que a l'escut de les Províncies Unides (modificació aplicada arran del Decret Legislatiu núm. 7, del 16 de febrer de 1866). També era diferent la inscripció de dins la bordura, ja que originàriament hi deia ESTADO DE HONDURAS DE LA FEDERACIÓN DEL CENTRO ('Estat d'Hondures de la Federació del Centre'); aquesta modificació es va dur a terme segons el Decret Legislatiu núm. 16, del 10 de gener de 1935.